# Djeyhun Bayramov

Djeyhun Bayramov (en azerí: Ceyhun Əziz oğlu Bayramov) — ministro del Еxterior de Azerbaiyán, exministro de educación de la República de Azerbaiyán (hasta el 16 de julio de 2020). 

## Biografía
Djeyhun Bayramov nació en el año 1973 en Bakú. Después de la escuela secundaria ingresó a la facultad de economía de Universidad Estatal Económica de Azerbaiyán. Después continuó su enseñanza en la Universidad de Azerbaiyán por la facultad jurídica. 

### Carrera
En los años 1996-2000 trabaja en algunos puestos en el Ministerio de Hacienda de Azerbaiyán. Entre los años 2000-2002 trabajaba como abogado, en 2002-2013 estaba encabezada por la compañía jurídica “OMNI”
Desde 30 de mayo de 2013 hasta 12 de agosto de 2013 fue director del aparato del Ministerio de educación y según la disposición del Presidente de Azerbaiyán Ilham Aliyev desde 12 de agosto de 2013 fue nombrado el viceministro de educación.
Por la disposición desde 23 de abril de 2018 Djeyhun Bayramov fue nombrado el ministro de educación de Azerbaiyán.
Сon el decreto firmado por el presidente de Azerbaiyán del 16 de julio de 2020 Djeyhun Bayramov fue nombrado el ministro de Relaciones Exteriores.

### Familia
Está casado, tiene dos hijos. 